# Tsjitsjilaki

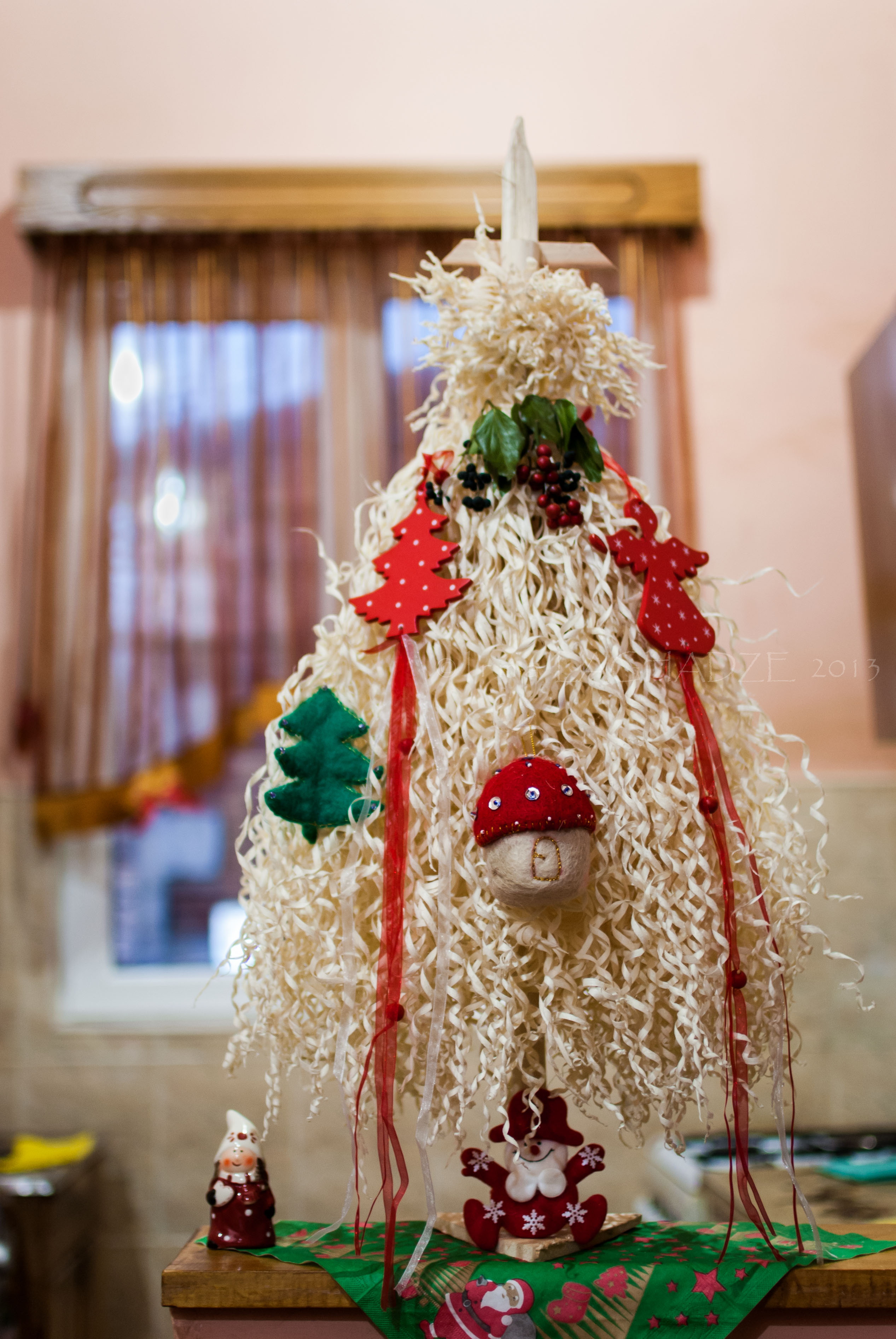
Tsjitsjilaki

De tsjitsjilaki (Georgisch: ჩიჩილაკი) is een Georgische traditionele kerstboom gemaakt van gesnoeide en gedroogde hazelaar- of walnoottakken die zijn geschaafd om een kleine kerstboom te vormen. Deze lichtgekleurde ornamenten verschillen in hoogte van 20 centimeter tot 3 meter. Tsjitsjilaki's komen het meest voor in de regio's Goeria en Samegrelo in het westen van het land, maar worden ook in de rest van het land verkocht. President Salome Zoerabisjvili stelde in 2020 voor de tsjitsjilaki op te laten nemen in de lijst van Immaterieel cultureel erfgoed van UNESCO. Sommige Georgiërs claimen dat de tsjitsjilaki de oudste kerstboom ter wereld is.

## Geschiedenis
De tsjitsjilaki heeft vrij zeker een heidense oorsprong. Oorspronkelijk was het een nieuwjaarsboom, verbonden met de bijbelse traditie van de levensboom en een symbool van hoop. De traditie van de tsjitsjilaki raakte na de kerstening van Georgië in 337 verweven met kersttradities die in de nieuwjaarsperiode vielen, waardoor het ook wel de bijnaam 'Georgische kerstboom' kreeg. De tsjitsjilaki heeft zijn oorsprong in de West-Georgische regio Goeria, waar het nieuwjaarsfeest Kalanda (Georgisch:კალანდა) genoemd wordt.

## Georgische traditie
De traditie rond de tsjitsjilaki is een belangrijk onderdeel van het Georgische nieuwjaar dat volgens de juliaanse kalender op 14 januari wordt gevierd. Het is daarnaast ook een populaire kerst-accessoire geworden door de popularisering van de Europese kerstboomtraditie. Volgens de overlevering lijkt de geschaafde tak op de baard van de heilige Basilius de Grote uit de 4e eeuw, van wie wordt aangenomen dat hij mensen bezocht tijdens Kerstmis, vergelijkbaar met de kerstmantraditie. De herdenking van Basilius valt samen met nieuwjaar.
In de traditie wordt twee weken voor het nieuwe jaar een lange tak van de hazelaar of walnoot gesnoeid en gedrenkt in water. Aan de vooravond van het nieuwe jaar wordt het schors geroosterd op open vuur en wordt deze verwijderd. Daarna wordt de tak geschaafd en gesneden, die gedecoreerd wordt met fruit zoals kleine appels, rode bessen, tangerijnen en bladeren van de meekrap of andere vergelijkbare natuurlijke decoratie als offer aan de hemel voor een overvloedige oogst. De tsjitsjilaki's worden meestal ceremonieel verbrand op de dag voor het Georgische Driekoningen dat op 19 januari valt, om het voorbijgaan van de problemen van het voorgaande jaar te symboliseren. In het moderne gebruik worden de tsjitsjilaki's eerder gemaakt en gedurende de kerstperiode verkocht.
Onder het Sovjetregime in Georgië vanaf 1921 werd de verkoop van tsjitsjilaki's verboden omdat de Sovjets het als een religieus symbool beschouwden. Sinds het einde van het Sovjetregime in 1990 en het opheffen van de ban worden tsjitsjilaki's weer veel gebruikt en gezien als intrinsiek onderdeel van de Georgische cultuur en nationale tradities.